# Dimetilsulfóxido
Dimetilsulfóxido ou sulfóxido de dimetilo (DMSO) é um composto muito usado como solvente aprótico e polar em laboratório e na indústria, com fórmula (CH3)2SO. É produzido pela oxidação do dimetilsulfureto (DMS ou sulfeto de dimetila), que por sua vez é produzido por alguns processos biológicos, inclusive no repolho.

## Segurança
Tem baixa toxicidade, porém, além do cheiro desagradável de alho, é totalmente absorvido pela pele, indo para a corrente sanguinea. Esta absorção causa dois efeitos:
- Sente-se o cheiro do DMSO mesmo de máscara, se este cair no braço ou outra área descoberta.
- Substâncias tóxicas dissolvidas no DMSO, que normalmente só seriam mortais por ingestão ou aspiração, tornam-se mortais por contato com a pele.

## Aplicações
O DMSO é utilizado na medicina como anti-inflamatório e como acessório para levar compostos sob a pele.
Também pode ser usado para produzir o dimetil sulfona ou metil sulfonil metano (MSM), de fórmula (CH3)2SO2, sólido que funde a 109ºC e é usado como suplemento alimentar e solvente a altas temperaturas.

## Dados Adicionais
A constante dielétrica do DMSO é aproximadamente 48,0. 